# Andreas Alfredsson Grube
Johan Andreas Alfredsson Grube, född 26 juni 1973 i Stockholm, är en svensk musiker, kompositör, låtskrivare och journalist.

## Biografi
Som musiker driver Andreas Alfredsson Grube produktionsbolaget Grube Media Group, som skriver och producerar musik till film, tv, reklam och teater. Han är också anlitad musiker och låtskrivare och har genom åren samarbetat med bland andra Henrik Dorsin, Carola Häggkvist, Lasse Lindh och Jonna Lee.
Som medlem av humorkollektivet Grotesco har han skrivit musik och låtar till gängets tv-serier och scenshower. I  Melodifestivalen 2009 var han också en av kompositörerna bakom den omtalade mellanaktsunderhållningen "Tingeling".
I Melodifestivalen 2011 medverkade han som upphovsman med låten "No One Else Could" tillsammans med Sebastian Karlsson.
Andreas Alfredsson Grube har också arbetat som journalist på bland annat Svenska Dagbladet, Aftonbladet och som webbredaktör på MSN.se. Han är nu frilansande skribent med fokus på mat och vin.

Andreas Grube har från 2024 börjat skriva kriminalromaner, med vintema 

## Film och TV i urval
- Possession (långfilm med bland andra Sarah Michelle Gellar och Tuva Novotny)
- Grotesco (humorserie, SVT)
- Den osynlige (långfilm)
- Victor (Oscarnominerad kortfilm)
- Tobakens barn (dokumentär)
- Rausing (dokumentär)
- Det spökar (tv-serie)
- Om en av oss dör (dokumentär)

## Scen och teater i urval
- Godkänd kvalitetsunderhållning (Scalateatern, 2007)
- Landet där man gör som man vill (Stockholms blodbad)
- Slängar av sleven (Mosebacke Etablissement, 2004)
- Julbonus (Mosebacke Etablissement, 2006)